# Comunidad virtual de catalogación
Una comunidad virtual de catalogación (término muy usado también en inglés: social cataloging application) es una página web cuya finalidad es permitir a sus usuarios catalogar su colección de diferentes elementos de interés, principalmente libros, películas, series, música o videojuegos.
Este tipo de comunidad se caracteriza por dos característica principales:
1. La posibilidad de compartir catálogos e interactuar con otros miembros.
2. La mejora o enriquecimiento de las descripciones y catalogación ya sea mediante la cooperación explícita en la producción de metadatos de catalogación o mediante el análisis de los datos implícitos (por ejemplo: "A la gente que le gusta X también le gusta Y").

Según la definición del Urban Dictionary es:

"Un subconjunto de los medios sociales, un sitio web o aplicación web que permite a los usuarios catalogar digitalmente las cosas que les preocupan -música, libros, películas, arte, gastronomía, artesanía, bricolaje, etc-, mientras que al mismo tiempo pueden compartir su contenido en una comunidad en línea".

## Ejemplos de comunidades virtuales de catalogación
- Libros: Goodreads,[6] BookWyrm, LibraryThing, Google Books, Anobii, Readgeek
- Películas: Letterboxd, FilmAffinity, Internet Movie Database
- Series: TVtime,[7] DroidShows[8]
- Videojuegos: Backloggd,[9] VideoGameGeek,[10] The Backloggery,[11][12] Grouvee,[13] My Game Collection,[14] HowLongToBeat,[15] Completionator,[16] Darkadia,[17] Keep Track of My Games,[18] Glister Club[19]
- Juegos de mesa: BoardGameGeek[20][21]
- Música: Last.fm, Libre.fm, Rate Your Music, Discogs
- Catalogación social: Facebook, Orkut, Netlog, Hi5, Ning, Sonico, MySpace[22]
- Referencias sociales: Bibster, CiteULike, Connotea, refbase
- Anime y manga: MyAnimeList,[23] Anilist[24]
- Sitios y productos: KartMe
- Tiempo: Toggl[25]
- Comida y bebida: KeepRecipes (recetas),[26] Cookpad (recetas),[27] Untappd (cerveza),[28] Vivino (vino).[29]

Es así como por ejemplo Goodreads permite la conexión de los amigos de la persona a través de libros que pueden ser de su interés, además de permitir su catalogación y personalizar la misma a través de etiquetas y listas de lectura. Es así como se asume el papel de que las preferencias personales se basan en las recomendaciones de los conocidos, en lugar de los rankings de los más vendidos.
WorldCat permite la búsqueda y catalogación de libros, CD y DVD, todo mediante la creación de una cuenta de usuario, y de esta manera se pueden crear listas, reseñas y obtener bibliografías.